# Ngựa Yakut
Ngựa Yakut hay còn gọi đơn giản là Yakut (tiếng Sakha: Саха ата, Sakha ata) là một giống ngựa bản địa của Cộng hòa Sakha (hay Yakutia) ở vùng Siberia. Giống ngựa này có nhiều nét tương đồng về ngoại hình và tập tính với ngựa Mông Cổ và ngựa hoang Przewalski. Chúng là giống ngựa chịu lạnh giỏi. Đối với người dân Yakutia, đó là một loài động vật huyền thoại đã gắn liền với họ trong suốt nhiều thế kỷ qua. Người Yakut chắc hẳn sẽ không tồn tại nếu như không có sự hiện diện của loài động vật kỳ diệu này. Người dân địa phương sống dựa chủ yếu vào ngựa Yakutia, dù là để vận chuyển, lấy thịt, hay làm quần áo từ da ngựa. Ngựa Yakutia từ lâu đã đóng một vai trò quan trọng trong nền kinh tế của khu vực này trong suốt hàng trăm năm qua.

## Đặc điểm
Với chiều cao chỉ khoảng 150 cm, ngựa Yakutia có thân hình bé hơn các giống ngựa khác, nhưng lông của chúng, do chống chịu với thời tiết lạnh giá, dài đến 10 cm. Chúng có phần đuôi cũng rất rậm lông, trong khi bờm trông như một chiếc khăn choàng ấm áp, che phủ toàn bộ phần cổ và vai. Nhìn chung, loài ngựa này có thân hình gần giống như voi ma mút thời cổ đại. Giống ngựa Yakut cao khoảng 1,5m và có nhiều đặc điểm giống với loài ngựa Shetland, bao gồm bờm và lông dày. Chúng có lớp lông dày và dài, da co giãn tốt cùng một lớp mỡ dày, loài ngựa Yakut là một trong những loài động vật chịu lạnh giỏi nhất thế giới. Loài ngựa này có thể sống và kiếm ăn ngoài trời lạnh quanh năm. Loài ngựa Yakut thoải mái chạy nhảy trên những cánh đồng phủ đầy tuyết mà không cần chăn để giữ ấm.
Trong suốt nhiều thập kỷ liền, giống ngựa Yakutia ở vùng Siberia vẫn tồn tại một cách kỳ diệu nhờ thân hình to lớn, cùng bộ lông dài và óng mượt cho phép chúng sống sót được qua mùa đông khắc nghiệt của vùng này. Thời tiết lạnh giá âm 50 độ C tại vùng Siberia của Nga không hề ảnh hưởng tới loài ngựa Yakut, vì chúng đã thích nghi với điều kiện sống khắc nghiệt tại một trong những nơi lạnh nhất trên Trái đất. Ngựa Yakut được người dân địa phương nuôi để lấy thịt và sữa, trong khi bộ lông của chúng có thể được sử dụng làm áo khoác. Vào tháng 12 hàng năm, thời điểm nhiệt độ xuống thấp nhất, những người nông dân thường xuyên kiểm tra đàn ngựa của họ để đảm bảo chúng đủ thức ăn và không bị ốm yếu. Giống ngựa này đã thích ứng được với khí hậu hết sức khắc nghiệt của vùng Siberia một cách nhanh chóng. 

## Bộ gen
Trong bộ gen của giống ngựa Yakutia, nhận thấy một tín hiệu cho thấy một sự giảm nhẹ trong biến đổi gen để hình thành nên một chủng loài mới, một cộng đồng nhỏ của loài ngựa này đã đến khu vực Yakutia cách đây khoảng 800 năm, tức trong thế kỷ 13 trên cơ sở phân tích trên 9 cá thể ngựa Yakutia và loài ngựa này từ thế kỷ 19 và đi đến kết luận rằng, chúng khá giống với loài ngựa của Mông Cổ và ngựa của vùng Iceland. Nhưng ngựa Yakutia sau đó đã tự biến đổi mình để thích nghi với khí hậu giá lạnh của Siberia từ cách đây 800 năm
Đã xác định các cơ chế sinh học liên quan tới quá trình thích nghi: Những yếu tố gây biến đổi hormone, hình dáng của loài ngựa này. Họ nhận thấy có nhiều sự biến đổi trong bộ gen khiến cho ngựa Yakutia có hình dạng, độ dài của bờm và lông, kích thước hết sức đặc trưng, bộ gen liên quan giúp biến chuyển hóa đường trong máu của loài ngựa Yakutia, yếu tố giúp chúng chịu được cái lạnh khắc nghiệt, sự biến đổi tương tự giống loài ngựa Yakutia, tức lông dài, dày và cơ thể thu nhỏ đi, ggống ngựa Yakutia chỉ mất chưa đầy 1 thế kỷ để biến đổi. Đó là một hiện tượng kỳ thú của khoa học.